# Canton de Sète
Le canton de Sète est une circonscription électorale française du département de l'Hérault créée par le décret du 26 février 2014 et entrée en vigueur lors des premières élections départementales suivant la publication du décret.

## Histoire
Un nouveau découpage territorial de l'Hérault (département) entre en vigueur à l'occasion des élections départementales de 2015. Il est défini par le décret du 26 février 2014, en application des lois du 17 mai 2013 (loi organique 2013-402 et loi 2013-403). Les conseillers départementaux sont, à compter de ces élections, élus au scrutin majoritaire binominal mixte. Les électeurs de chaque canton élisent au Conseil départemental, nouvelle appellation du Conseil général, deux membres de sexe différent, qui se présentent en binôme de candidats. Les conseillers départementaux sont élus pour 6 ans au scrutin binominal majoritaire à deux tours, l'accès au second tour nécessitant 12,5 % des inscrits au 1er tour. En outre la totalité des conseillers départementaux est renouvelée. Ce nouveau mode de scrutin nécessite un redécoupage des cantons dont le nombre est divisé par deux avec arrondi à l'unité impaire supérieure si ce nombre n'est pas entier impair, assorti de conditions de seuils minimaux. Dans l'Hérault, le nombre de cantons passe ainsi de 49 à 25.
Le nouveau canton de Sète est formé de la commune de Sète appartenant antérieurement aux cantons de Sète-1 et Sète-2. Le canton est entièrement inclus dans l'arrondissement de Montpellier. Le bureau centralisateur est situé à Sète.

## Représentation
| Période élective | Période élective | Mandat | Mandat   | Identité                          | Nuance | Nuance | Qualité |
| ---------------- | ---------------- | ------ | -------- | --------------------------------- | ------ | ------ | --- |
| 2015             | 2021             | 2015   | 2021     | Véronique Calueba-Rizzolo         |        | FG     | Directrice d'école Conseillère municipale de Sète |
| 2015             | 2021             | 2015   | 2016     | François Liberti (démissionnaire) |        | PCF    | Marin ; pêcheur ; conchyliculteur Conseiller municipal de Sète (jusqu'en 2020) Ancien conseiller général du canton de Sète-2 (1988-1997 et 2004-2015)                                |
| 2015             | 2021             | 2016   | 2021     | Sébastien Andral                  |        | PCF    | Adjoint administratif hospitalier, militant syndical Conseiller municipal de Sète |
| 2021             | 2028             | 2021   | en cours | Gabriel Blasco                    |        | PCF    | Chef de service médico-social membre du "Groupe Majoritaire Solidaire et Ecologique"                                                                                                 |
| 2021             | 2028             | 2021   | en cours | Véronique Calueba                 |        | PCF    | Directrice d'école retraitée Conseillère municipale de Sète 13ème Vice-présidente déléguée aux solidarités enfance et famille membre du "Groupe Majoritaire Solidaire et Ecologique" |

### Résultats détaillés

#### Élections de mars 2015
À l'issue du 1er tour des élections départementales de 2015, deux binômes sont en ballottage : Gaëtan Liguori et Myriam Roques (FN, 31,57 %) et Véronique Calueba-Rizzolo et François Liberti (FG, 25,37 %). Le taux de participation est de 53,74 % (16 902 votants sur 31 451 inscrits) contre 51,87 % au niveau départemental et 50,17 % au niveau national.
Au second tour, Véronique Calueba-Rizzolo et François Liberti (FG) sont élus avec 52,18 % des suffrages exprimés et un taux de participation de 58,59 % (8 801 voix pour 18 424 votants et 31 447 inscrits).
François Liberti (PCF) a démissionné en mars 2016. Il a été remplacé par Sébastien Andral.

#### Élections de juin 2021
Le premier tour des élections départementales de 2021 est marqué par un très faible taux de participation (33,26 % au niveau national). Dans le canton de Sète, ce taux de participation est de 32,57 % (10 677 votants sur 32 786 inscrits) contre 33,27 % au niveau départemental. À l'issue de ce premier tour, deux binômes sont en ballottage : Gabriel Blasco et Véronique Calueba (PCF, 32,24 %) et François Escarguel et Jocelyne Gizardin (DVD, 29,9 %).
Le second tour des élections est marqué une nouvelle fois par une abstention massive équivalente au premier tour. Les taux de participation sont de 34,36 % au niveau national, 34,7 % dans le département et 37,5 % dans le canton de Sète. Gabriel Blasco et Véronique Calueba (PCF) sont élus avec 50,26 % des suffrages exprimés (5 599 voix pour 12 294 votants et 32 786 inscrits),,.

## Composition
Le nouveau canton de Sète comprend une commune entière.
| Nom                          | Code Insee | Intercommunalité               | Superficie (km2) | Population (dernière pop. légale) | Densité (hab./km2) | Modifier                                    |
| ---------------------------- | ---------- | ------------------------------ | ---------------- | --------------------------------- | ------------------ | ------------------------------------------- |
| Sète (bureau centralisateur) | 34301      | CA Sète Agglopôle Méditerranée | 24,21            | 45 090 (2022)                     | 1 862              | modifier les données · modifier les données |
| Canton de Sète               | 3425       |                                |                  | 45 090 (2022)                     |                    | modifier les données                        |

## Démographie
En 2022, le canton comptait 45 090 habitants, en évolution de +3,4 % par rapport à 2016 (Hérault : +7,49 %, France hors Mayotte : +2,11 %).
| 2013   | 2018   | 2022   |
| ------ | ------ | ------ |
| 44 270 | 43 686 | 45 090 |

## Galerie photographique

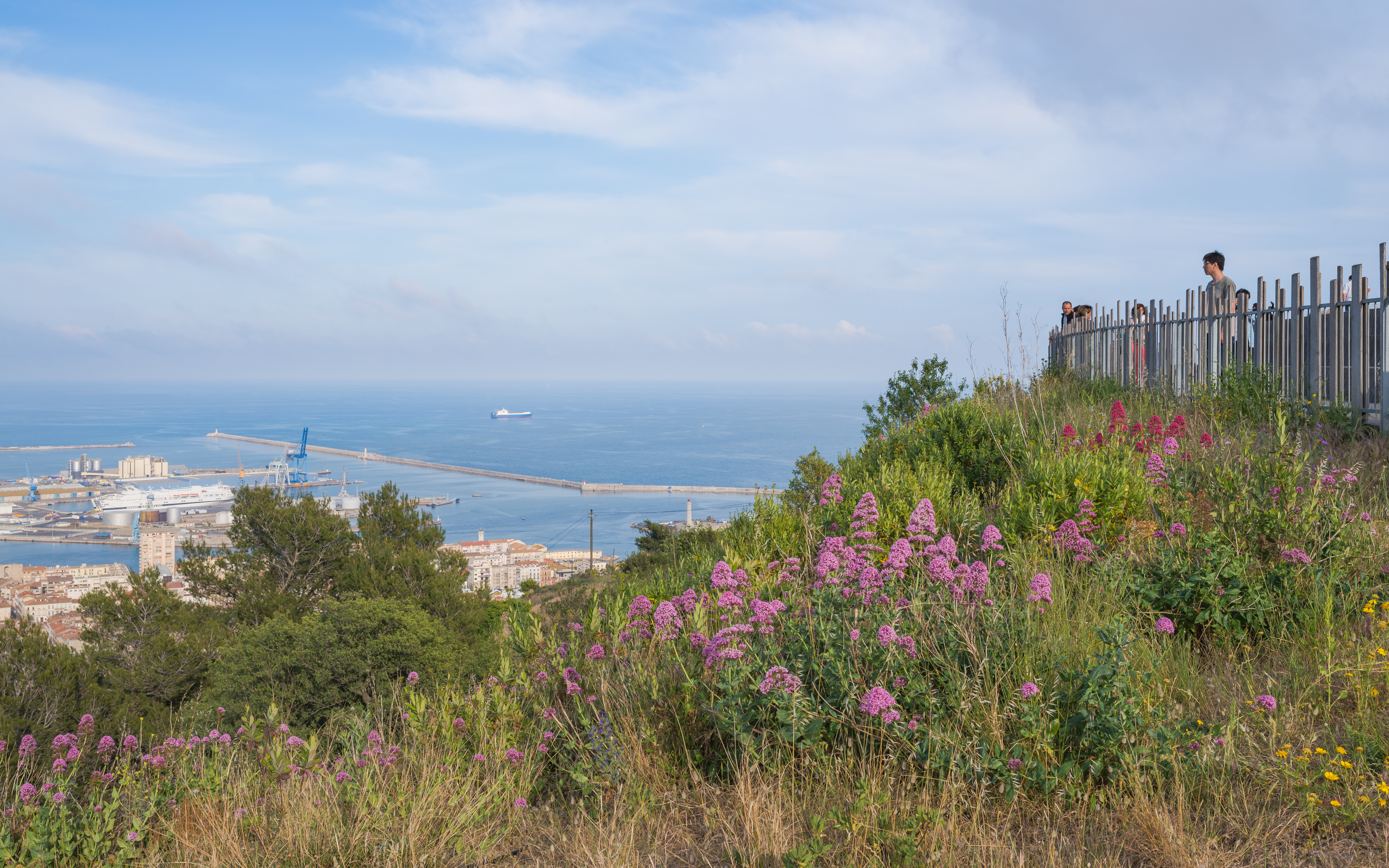
Vue d'une partie de la ville de Sète depuis le belvédère du Mont Saint-Clair.
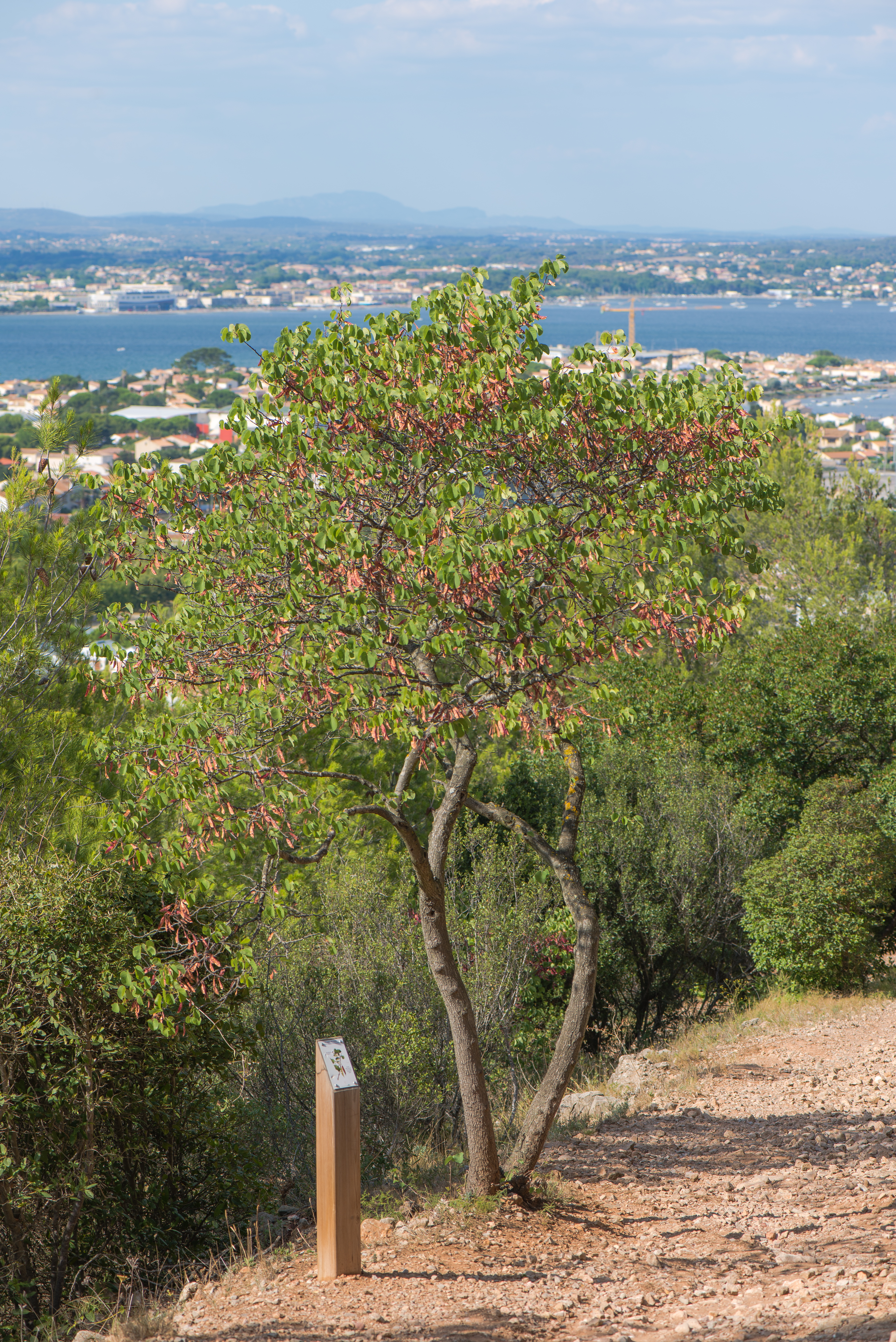
Arbre de Judée dans la forêt domaniale de Sète.
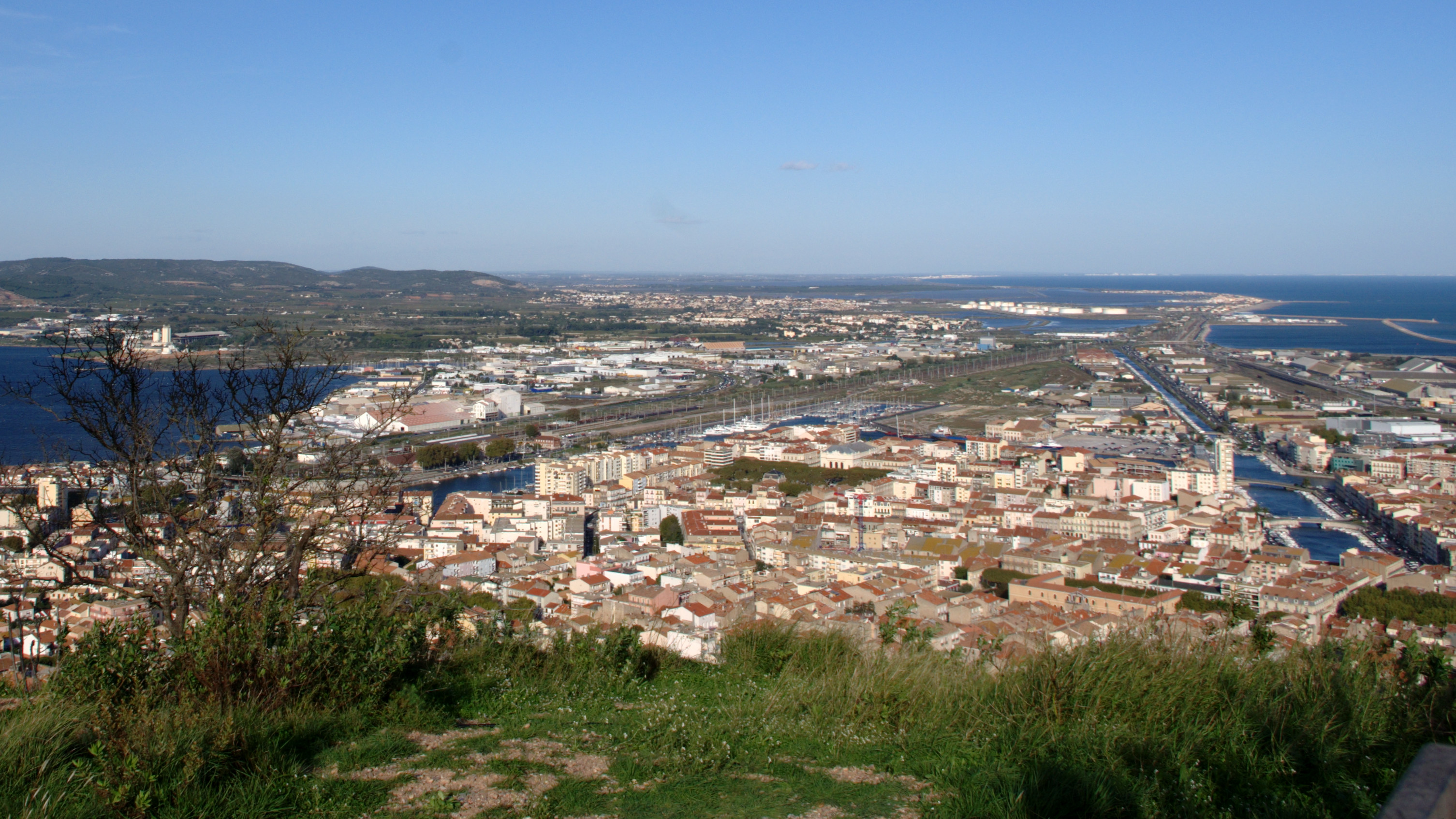
Vue de la ville de Sète depuis le Mont Saint-Clair.
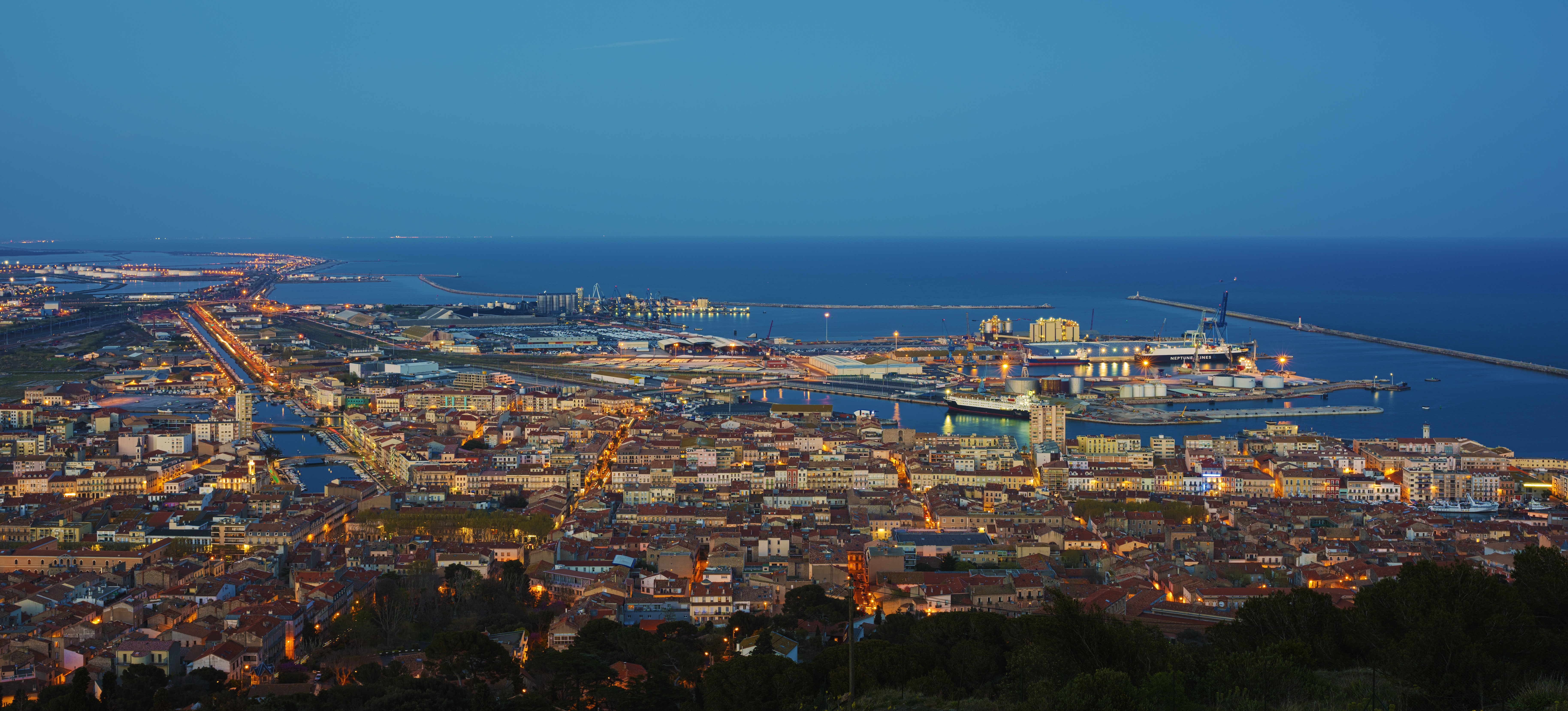
Vue d'une partie de Sète au petit matin depuis le Mont Saint-Clair.
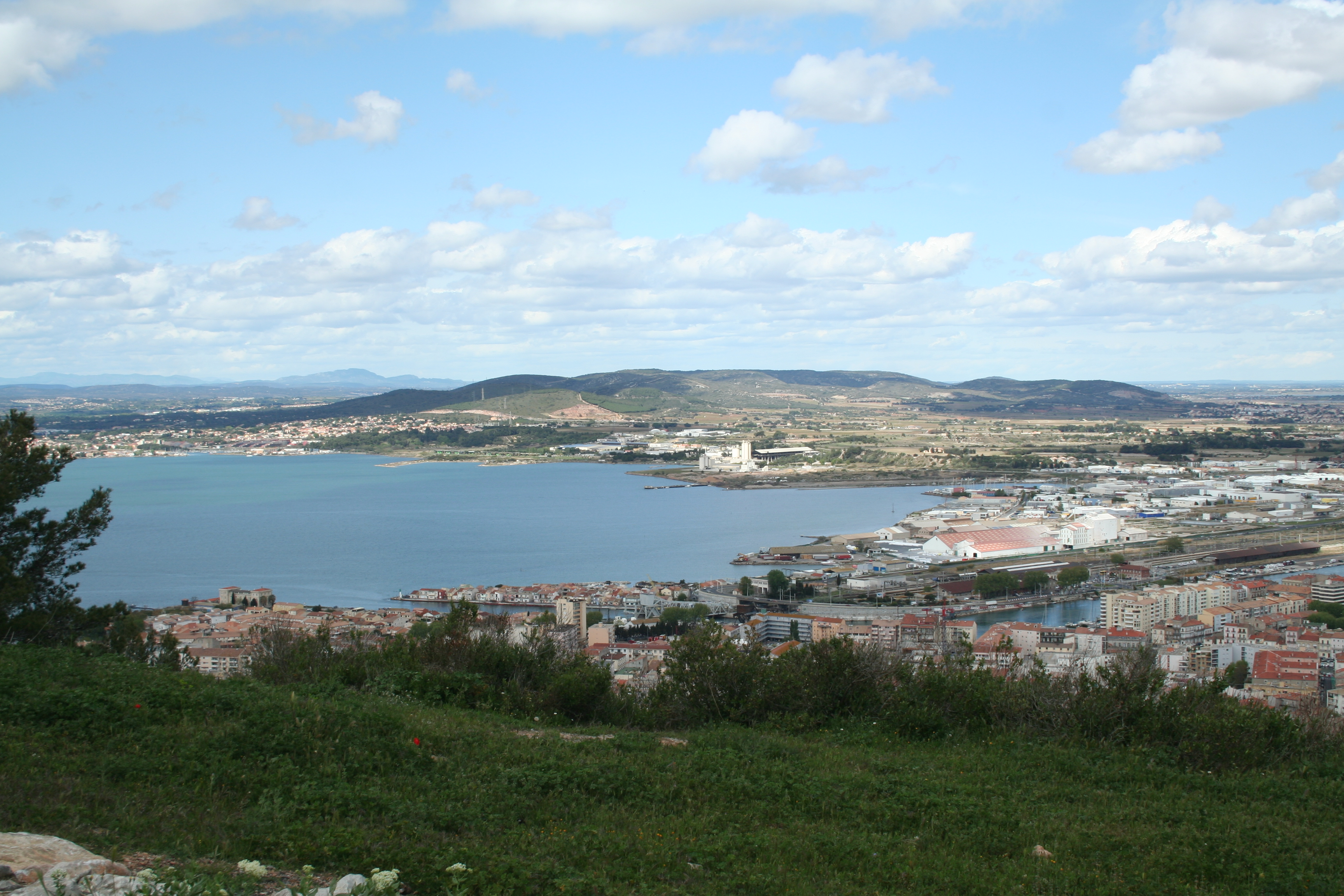
Vue sur l'étang de Thau, la Pointe Courte, les collines de la Gardiole et une partie de Sète depuis le Mont Saint-Clair.
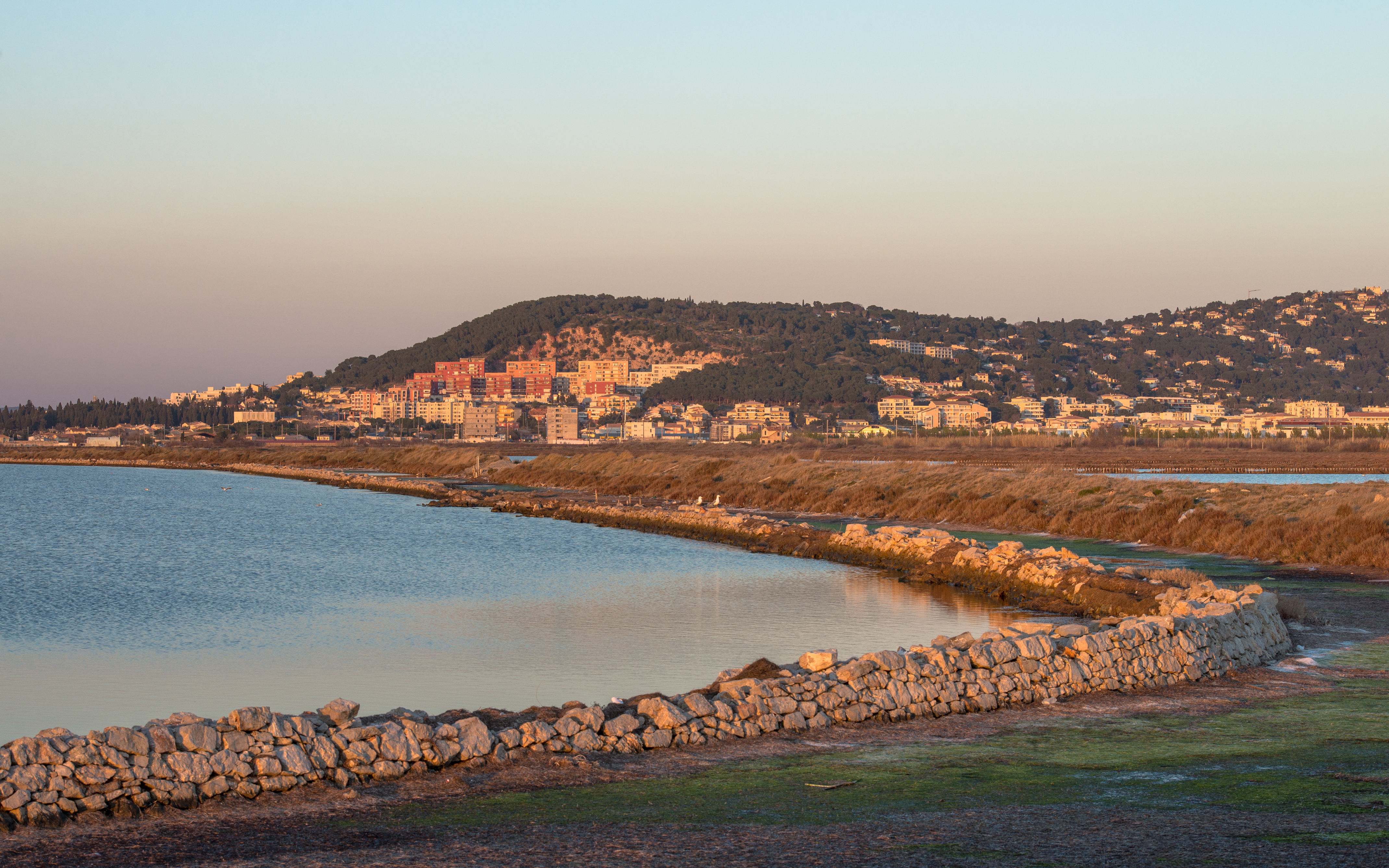
Vue d'une partie de Sète et du Mont Saint-Clair depuis le Lido de Thau.